# Hôtel de la Caisse d'épargne de Blois
L’hôtel de la Caisse d’épargne est un bâtiment de la première moitié du XXe siècle situé à Blois, en France. Il a autrefois accueilli un établissement bancaire, pour lequel il a été construit.

## Situation et accès
L’édifice est situé au no 32 de la rue du Maréchal-de-Lattre-de-Tassigny (anciennement rue du Mail), au nord-est du centre-ville de Blois, et plus largement vers le centre du département de Loir-et-Cher.

## Histoire

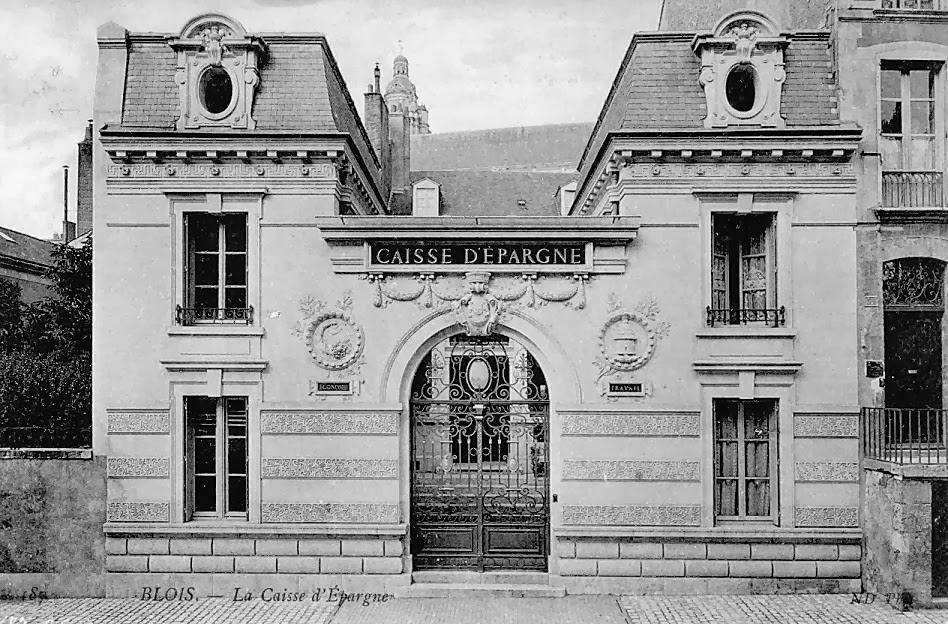
Carte postale représentant la première façade avant la transformation, vers le début du XXe siècle.

### Transformation et inauguration
L’hôtel de la Caisse d’épargne existant à ce même emplacement est complètement transformé dans les années 1930 selon les plans de l’architecte Lafargue vers un style plus classique. La célébration du centenaire de l’institution qui doit avoir lieu en 1935 est ainsi repoussée pour coïncider avec la cérémonie d’inauguration du nouvel hôtel qui a lieu le 7 juin 1936,.